# Abdul Ahad Momand
Abdul Ahad Momand (in pashtu عبدالاحد مومند‎; Ghazni, 1º gennaio 1959) è un cosmonauta afghano naturalizzato tedesco.
È stato il quarto musulmano e il primo e per ora unico afghano ad andare nello spazio.
Laureato nell'Università Politecnico di Kabul, ha frequentato la Gagarin Air Force Academy nel 1987
Ha volato per la prima volta il 26 agosto 1988 sulla missione Sojuz TM-6 come cosmonauta di ricerca verso la stazione spaziale Mir, facendo il suo ritorno sulla Terra con la missione spaziale Sojuz TM-5. È stato decorato come Eroe dell'Unione Sovietica e dell'Ordine di Lenin il 7 settembre 1988.
Nel 1992 si è spostato in Germania chiedendo asilo. Nel 2003 ha ottenuto la cittadinanza.

## Onorificenze
Abdul Ahad Momand ha ricevuto in totale 4 onorificenze (1 afghana, 2 sovietiche e 1 russa) di cui le prime il 7 settembre 1988 e l'ultima il 12 aprile 2011.